# Mirueña de los Infanzones
Mirueña de los Infanzones település Spanyolországban, Ávila tartományban.  Lakosainak száma 95 fő (2024).

## Népesség
A település népessége az utóbbi években az alábbiak szerint változott:
| Lakosok száma | 184  | 157  | 143  | 127  | 126  | 99   | 100  | 95   | 84   | 95   |
|               | 2001 | 2004 | 2006 | 2009 | 2011 | 2014 | 2016 | 2019 | 2021 | 2024 |